# Abbé Prévost
Antoine François Prévost d’Exiles (Hesdin, 1. travnja 1697. – Courteuil, 25. studenog 1763.) bio je francuski književnik.
Boravio je u isusovačkim i benediktinskim samostanima te je kao svećenik bio osobni plemićki ispovjednik. Izdavao je i uređivao časopise „Le Pour et le Contre” te „Le Journal étranger”.

## Poznata djela
- „Sjećanja i pustolovine uglednika koji se povukao iz svijeta” (Mémoires et aventures d’un homme de qualité qui s’est retiré du monde; 1728.-31.)
- „Priča o vitezu Des Grieuxu i o Manon Lescaut” (Histoire du chevalier Des Grieux et de Manon Lescaut; 1731.)
- „Priča o Clevelandu, nezakonitom Cromwelovu sinu ili Engleski filozof” (Histoire de M. Cleveland, fils naturel de Cromwell, ou Le Philosophe anglais; 1732.-39.)
- „Sjećanja čestita čovjeka” (Mémoires d’un honnête homme; 1745.).